# سند (ورقة مالية)

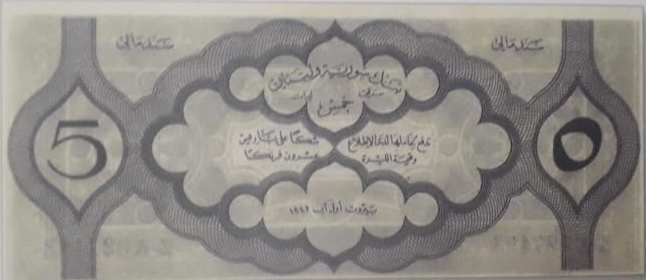
سند مالي صادر عن بنك سورية ولبنان عام 1942

اَلسَّنَدَاتُ بشكلٍ عامٍ هي أداة دين تلجأ إليها الحكومات والشركات لتمويل مشاريعها حيث أنها توفر عائدا جيدا للمستثمرين مقابل مخاطرة مقبولة. ويختلف معدل العائد المعطى من شركة مصدرة إلى أخرى وذلك حسب الشركة وتاريخها وملائتها المالية حيث أن العائد المطلوب من المستثمر لشركة كبيرة سيكون أقل من شركة صغيرة وذلك أن المخاطرة في الشركات الكبيرة أقل.
والسندات هي أوراق مالية ذات قيمة معينة، وهي أحد أوعية الاستثمار، والسند عادة ورقة تعلن عن أن مالك السند دائن إلى الجهة المصدرة للسند، سواء حكومة أو شركة، أو مشروع. وعادة تطرح هذه السندات للبيع في سوق المال لتحصيل مبلغ مطلوب لمشروع خاص، ولهدف محدد، فقد تحتاج إحدى الشركات لشراء باخرة، أو تحتاج بلدية إحدى المدن إلى تمديدات كهربائية أو مائية جديدة، أو أن حكومة ما تحتاج إلى بناء مدارس أو جامعات، ولكن الاعتمادات المالية غير متوفرة، ولا يمكن تحقيقها بسهولة لكبر الاحتياج.
وفي الوقت نفسه، فإن صاحب الحاجة لا يرغب في أن يكون هناك شريك له فيما يعمل سواء لعدم إمكانية المشاركة، كالأعمال الحكومية والبلدية أو المدارس، أو أن الشركات لا ترغب بِالتوسع فيِ خلق شراكاتٍ جديدةٍ مع الشركاء الأولين. لذا فإن الحل هو أن تطلب سلفة لتغطية المبلغ الذي تحتاجه.
ويمكن تحصيل هذا المبلغ عن طريق قرض من بنك واحد أو مجموعة بنوك، ويمكن أيضا أن تطرح سندات بمبالغ صغيرة نسبيا ليكون شراؤها في مقدرة الناس العاديين، وتكون هذه السندات بمثابة ورقة دين على هذه البلدية أو الحكومة أو الشركة، وتباع هذه السندات على الناس كوسيلة للاستثمار المضمون، فيقدموا ما لديهم من أموال متوفرة بضمانات معينة من قبل الجهة المستفيدة من القرض.
تقدم السندات للبيع وتطرح في الأسواق على أساس أن قيمة السند مبلغ محدود، وهو مبلغ كبير في السندات الحكومية، وغالبا ما يبدأ من خمسة آلاف دولار، وفي الشركات يبدأ من 1000 دولار.
وتتميز السندات أيضا بأنها قابلة للتداول في الأسواق، وذلك في حالة احتياج مالكها إلى السيولة النقدية، فالمالك يستطيع بيع ما لديه من سندات بسعر يتناسب مع المدة الباقية من عمر السند، ومع سعر الربى المتفق عليها عند البيع.

## أنواع السندات
- السندات المستديمة:

هذا النوع من السندات ليس له فترة سداد محددة، مُصدر السند يعد فقط بدفع مبلغ سنوي ثابت إلى حاملي السند إلى مالا نهاية، مثل هذه السندات لا تنتهي إلا إذا قام مُصدره بشرائه مجدداً.
- السندات صفرية الكوبون:

هذا النوع من السندات له فترة محددة، لذلك فإنها تباع بخصم على القيمة الاسمية على أن يسترد المستثمر القيمة الاسمية عند تاريخ الاستحقاق، كما يمكنه بيعها في السوق بالسعر السائد، وذلك إذا رغب بالتخلص منها قبل تاريخ الاستحقاق، ويمثل الفرق بين القيمة الاسمية وبين القيمة المدفوعة لشراء السند –سعر البيع- مقدار الفائدة الذي يحققه المستثمر.
- السندات ذات معدل الفائدة المتحرك:

هذا النوع من السندات له فترة محددة، عادةً يحدد لهذا النوع من السندات سعر فائدة مبدئي يستمر به لمدة 6 أشهر، على أن يعاد النظر فيه دوريا كل نصف سنة بهدف تعديله ليتلاءم مع معدلات الفائدة الموجودة في السوق.
- سندات الدخل:

هذا النوع من السندات له فترة محددة، عادة يعتمد هذا النوع من السندات على أرباح المنشأة السنوية وأخد نسبة الفائدة المتفق عليها بناءً على أرباح السنة، لذلك في نص صياغة العقد يتم ذكر بعض البنود منها:
1. 1. لا يجوز لحملتها بالمطالبة بالفوائد في السنوات التي لم تحقق فيها المنشأة أرباح.
  2. ضرورة قيام المنشأة باحتجاز جزء من الأرباح لسداد قيمة السند عند تاريخ الاستحقاق.
  3. أن يكون لحامل السند الحق في تحويلها إلى أسهم.

- السندات الرديئة أو منخفضة الجودة:

هذا النوع من السندات له فترة محددة، يستخدم هذا النوع من السندات لتمويل عملية السيطرة على منشأة ما، وذلك بشراء حصة كبيرة من أسهم رأسمالها من حصيلة إصدار سندات وقروض يتم الحصول عليها لذلك الغرض، عادة يترتب على ذلك زيادة كبيرة في نسبة الأموال المقترضة إلى الأموال المملوكة نتيجة لإحلال القروض في هيكل راس المال محل الأسهم التي تم شرائها بشكل يجعل الاستثمار في تلك السندات محفوفاً بالمخاطر.
- سندات المشاركة:

هذا النوع من السندات له فترة محددة، يعتبر هذا النوع من السندات ذو الغرض المزدوج، وهو يعطي الحق للمستثمر ليس فقط في الفوائد الدورية، بل وفي جزء من أرباح المنشاة.
- السندات البلدية

تصدر السندات البلدية عن يد مدينة ما سلطة محلية ما أو ولاية ما أو حتى مدرسة إقليمية ما أو مطار ما أو ميناء ما وكل جهة حكومية محلية أخرى.
السندات البلدية خالية من دفع الضرائب الفيدرالية أو ضرائب الدولة وبالتالي فهي جذابة للمستثمرين الذين يرغبون بحماية مدخولهم من الضرائب. وتختلف السندات البلدية على نطاق واسع في نوعية الائتمان وهي أقل سيولة من الأوراق المالية الحكومية.
موقع نقودي

### المدة الزمنية للسند
يقصد بها فترة استحقاق قيمة السند وهي كالتالي:
- أقل من 3 سنوات تسمى سندات قصيرة الأجل.
- من 3 إلى 10 سنوات تسمى سندات متوسطة الأجل.
- أكثر من 10 سنوات تسمى سندات طويلة الأجل.

### ضمانات السندات
إن الذي يملك السندات لا يعتبر شريكا في المشروع أو الشركة التي طرحت هذه السندات للبيع، وليس لمالك السند أي صوت في مجلس الإدارة.
ومن أشهر السندات المعروفة هي سندات الحكومات، وهي غالبا سندات بضمان الدولة، وتطرحها الدولة للحصول على تمويل لمشروعاتها العديدة، (مثلا سكة حديد أو مجاري تصريف المياه)، والتي عادة تنتظر أن تحصل منها الدولة على عائد عن طريق رسوم الخدمات التي تتحقق من تقديم خدماتها من ذلك المشروع، لذا فإن صاحب السند يشتري السند وهو يعلم أن هناك ضمانا لعودة ماله إليه من هذا المشروع.
كما أن لمالك السند الأولوية في التحصيل فيما لو تعرضت الشركة أو المصلحة التي استفادت من بيع السند لأي انتكاسة مالية، فصاحب السند له الأولوية في التحصيل في حالة الإفلاس.
ويملك صاحب السند قوة أخرى، وهي أنه يستطيع أن يطالب في إعلان إفلاس الشركة أو المصلحة في حالة عدم سدادها للفائدة أو للمبلغ عند حلول موعد دفع المبلغ، وهذه قوة تخيف الشركات والمصالح، مما يجعل لصاحب السند قوة تعطيه كامل حقوقه وتحافظ على ماله عند هذا المدين.

### استرجاع السندات
تتحدد قيمة الفائدة في السند عند طرحه للبيع (فقد يعلن عند طرحه أن الفائدة عليه ستكون 6% سنويا وهذا السعر يبقى ثابتا مدة سنوات عمر السند مهما تغيرت أسعار الفائدة في السوق المالي) لذا فان أي تغير في سعر الفائدة في السوق بالسالب بأن تصبح مثلا 5%، يؤثر كثيرا في سوق هذه السندات ويزيد في الطلب عليها، لأن ذلك يجعل السند مربحا للمالك، ويشجع الآخرين على شرائه، فهم يحصلون على أرباح أكثر من غيرهم من السندات المطروحة حديثا. وفي حالة ارتفاع أسعار الفائدة في السوق المالي فإن هذه السندات تكون مطلوبة لمن يبحث عن دفع التزامات في آجال قريبة.
وفي حالة انخفاض معدل الفائدة العام، فقد ترى الجهة التي أصدرت الأسهم أن من صالحها استعادة السندات التي طرحتها وشراءها من أصحابها، وإصدار سندات أقل فائدة من السابق، فتعلن عن رغبتها في سداد ديونها، وذلك بحصولها على قرض جديد وتمويل جديد لغرض واحد هو استبدال السندات القديمة الغالية، وإحلال سندات جديدة أرخص تكلفة من السابقة.
ومن هنا فإن هناك حركة دائمة للتداول في السندات في الأسواق المالية، وهي تمثل ورقة نقدية ذات مبلغ محدد القيمة، ولكن له سعر يختلف حسب زمن وموعد استحقاقه أو استحقاق الفائدة عليه.

### الحكم الفقهي للسندات في الدين الإسلامي
من تعريف السند عند الاقتصاديين يتبين: أنه إثبات خطي بدين ثابت لشخص في ذمة شخص آخر.
وهذه المسائلة لا حرج فيها شرعاً، بل هي مطلوبة بنص القرآن الكريم، قال تعالى: (يأيها الذين أمنوا إذا تداينتم بدين إلى أجل مسمى فاكتبوه) (الآية) قال القرطبي ـ
ذهب بعض الناس إلى أن كتابة الديوان واجبة على أربابها، فرض بهذه الآية، بيعاً كان أو قرضاً، لئلا يقع فيها نسيان أو جحود وهو اختيار الطبري.
ولكن المحظور الشرعي يأتي من الفائدة التي يعطاها أصحاب السندات، فهي زيادة في قيمة القرض مقابل الأجل وهي عين ربا النسيئة: وربا النسيئة محرم بالكتاب والسنة والإجماع.
ولا فرق بين أن تكون هذه الزيادة قليلة أو كثيرة قال ابن قدامة ـ ـ وكل قرض شرط فيه أن يزيده فهو حرام بغير خلاف.
قال أبن المنذر: أجمع على أن المسلف إذا شرط على المستسلف زيادة أو هدية، فأسلف على ذلك، إن أخذ الزيادة على ذلك ربا. وقد روي عن أبي بن كعب، وابن عباس، وأبن مسعود أنهم نهو عن قرض جر منفعة.
ولأنه عقد إرفاق وقرض، فإذا شرط فيه الزيادة أخرجه عن موضوعة، ولا فرق بين الزيادة في القدر أو في الصفة، وأياً كان نوع السندات فهي محرمه ما دامت تصدر بفائدة ثابتة معينة، لذا لا يجوز إصدارها ولا تداولها، لقول رسول الله: «لعن الله أكل الربا، وموكله، وشاهديه، وقال: هم سواء». وعلى هذا جرت البنوك الإسلامية فهي لا تتعامل في السندات.
هذا هو الحكم الإجمالي في المسألة، وتحتاج المسألة إلى شيء من التفصيل بالنسبة لمن تورط في شيء من المعاملة في هذه السندات، وأراد التوبة والتخلص منها؟
قال تعالى: (وإن تبتم فلكم رءوس أموالكم لا تظلمون ولا تُظلمون)
ففي هذه الحالة ليس لصاحب السند الحق إلا في رأس ماله، أما الفائدة فلا تحق له..
ويستطيع صاحب السند التخلص من سنده، بإحدى هذه الطرق:
1. إما أن ينتظر انقضاء مدة السند، دون أن يسعى إلى تجديده إذا طلبت الجهة المقترضة ذلك، وليس له أخذ الفائدة المترتبة على السند بل يتبرع بها إلى الجهات الخيرية -كما اختارت أكثر لجان الفتوى-.
2. الصلح مع المقترض.

ولا يجوز التخلص من السند ببيعه لغيره، لأنه من بيع الدين لغير من هو عليه، وهو غير جائز عند جمهور الفقهاء، ولو قلنا بجواز بيع الدين لغير من هو عليه بشروطه، كمذهب من أجازه، فإنه لا يجوز في مسألة السندات، لما فيها من الربا، فتدخل في عموم قوله: «لعن الله آكل الربا وموكله..» الحديث.

## اقرأ أيضًا
- سند متسلسل
- سند شامل
- سند ضمان
- سهم (تجارة)
- تاريخ الاستحقاق
- عقد اشتقاقي
- الدائن
- المدين
- كمبيالة
- ربح السهم المؤجل
- مؤجل
- مستحقات مؤجلة
- ضمان إضافي
- مردود الاستثمار
- الحد الأدنى للعائد
- نظارة الحسابات
- تخصيص الأموال
- حجم الأعمال (اقتصاد)